# Daniel Dubuis
Pour les articles homonymes, voir Dubuis.
Daniel Dubuis, né le 22 mars 1958, est un joueur professionnel suisse de hockey sur glace.

## Carrière en club
HC Bienne (LNA)

## Palmarès
- Champion Suisse LNB en 1975 avec le HC Bienne
- Champion Suisse LNA en 1978, 1981 et 1983 avec le HC Bienne